# The Clutch
The Clutch — американский коллектив авторов песен, ответственный за создание таких хитов, как «Take Me As I Am» для Мэри Джей Блайдж, «Like A Boy» для Сиары.
The Clutch базируется в Атланте, штат Джорджия и состоит из Candice «Gg» Nelson, Ezekiel «(E)Zeke» Lewis, Patrick «J. Que» Smith, Balewa Muhammad и Кери Хилсон. При любом сочетании участия двух или более авторов в одной работе, песня получает запись «written by The Clutch» (англ. автор песни - The Clutch).
The Clutch также раскручивает новых продюсеров. The Clutch также написали ряд песен для самых успешных R&B продюсеров, включая Danja, Bryan-Michael Cox, Lil' Jon, The Underdogs, Bloodshy & Avant. Группа часто работает с Тимбаландом как продюсеры и как артисты. Они написали его международный хит «The Way I Are», в его исполнении участвовала член The Clutch Кери Хилсон. Она также заключила контракт с Mosley Music Group как певица.